# Minthea squamigera
Minthea squamigera es una especie de escarabajo de la pólvora del género Minthea, categorizada en la tribu Lyctini, de la familia Bostrichidae. Fue descrita por Pascoe en 1866.

## Distribución
Se distribuye por Europa: Austria, Grecia, Reino Unido y América del Sur: Argentina, Brasil, Colombia y Perú.